# Seqens
Seqens est une entreprise française de la chimie de l'industrie pharmaceutique, filiale du fonds d'investissement américain SK Capital Partners.
Issue à l'origine de la cession des activités pharmaceutiques du groupe Rhodia, l'entreprise change plusieurs fois d'actionnaires et est aujourd'hui spécialisée dans la production de bases pharmaceutiques, dont elle est un des leaders européns et est un sous-traitant des grands groupes pharmaceutiques tels que Sanofi ou UPSA pour des molécules telles qu'antidouleurs (paracétamol, aspirine) ou anesthésiques (propofol, cisatracurium).

## Histoire

### Novacap (2003-2018)
Fondée en 2003 sous le nom de Novacap, l'entreprise est dès le départ orientée vers le secteur de la chimie et est au départ une société issue de la séparation des activités liées à la chimie du groupe Rhodia, lui-même issu du groupe français Rhône-Poulenc. L'entreprise est néanmoins active dans les secteurs de l'automobile, de la nutrition animale, ou encore l'environnement En 2011, l'entreprise reçoit les activités de production d'aspirine et de paracétamol de Rhodia.
L'entreprise devient très rapidement un leader de la production de ces substances au point d'en devenir le premier producteur mondial Cette position se traduit par d'importants investissements, notamment avec l'acquisition du fabricant allemand de principes pharmaceutiques CU Chemie Uetikon.
Détenu par Ardian (ex-AXA Private Equity) à 95 % depuis fin 2011, la société devient en juin 2016 une filiale de la société d'investissement française Eurazeo et fait l'acquisition dans la foulée des spécialistes des produits chimiques et pharmaceutiques français PCAS et du britannique Chemoxy. Novacap se recentre alors vers les activités pharmaceutiques mais également vers la cosmétique. L'entreprise, qui réalise un chiffre d'affaires de plus de 600 millions d'euros, réalise alors 40% de celui-ci sur sa branche santé.

### Seqens (2018-aujourd'hui)
En fin d'année 2018, Novacap devient Seqens . À la suite de la crise sanitaire liée à la pandémie de Covid-19 et aux pénuries de médicaments qui en ont découlé (notamment sur le paracétamol), l'entreprise fait le choix de relocaliser en France une partie de sa production de principes actifs, jusqu'alors produits en Asie (Inde et Chine notamment). Dans le cadre de cette politique, le groupe bénéficie du plan de relance mis en place par l'exécutif français à hauteur de 13 millions d'euros  dans le cadre d'un projet d'investissements d'un montant de 100 millions d'euros réalisés par le groupe pour relocaliser sa production de paracétamol.

## Activité
L'entreprise est aujourd'hui un des acteurs les plus dynamiques de l'industrie pharmaceutique française, et notamment des composés de base, mais s'oriente également de plus en plus vers les secteurs liés aux biotechnologies.